# Paus Vigilius
Vigilius (Rome, geboortedatum onbekend - Syracuse, 7 juni 555) was de 59ste paus van de Rooms-Katholieke Kerk. Hij was paus in een bijzonder moeilijke tijd voor Rome en de rest van Italië, vanwege de oorlog tussen de Byzantijnen en de Goten die grote schade berokkende aan het land en de stad.

## Biografie

### Vroege jaren
Vigilius kwam uit een oud Romeins geslacht. Zowel zijn vader als zijn broer waren waarschijnlijk consul en paus Bonifatius II had Vigilius aanvankelijk al tot zijn opvolger bestempeld. Hij werd er echter toe gebracht daarop terug te komen. Onder paus Agapitus I 535-536 werd Vigilius tot pauselijk vertegenwoordiger in Constantinopel benoemd. Na de dood van Agapitus op 22 april 536 werd hij door de keizer naar Rome gestuurd als de nieuwe paus. De Goten zorgden er echter voor dat Silverius paus werd. Samen met keizerin Theodora smeedde hij een complot. Silverius zou worden afgezet ten faveure van Vigilius en in ruil daarvoor zou hij verkondigen dat hij een aanhanger was van het monofysitisme. Belisarius zette Silverius af en Vigilius verbande hem vervolgens naar Anatolië. Hoewel de gehele kerk hem uiteindelijk toch aanvaardde als paus, werd Vigilius duidelijk gezien als een stroman van de keizer.

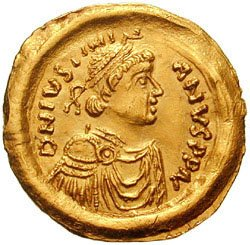
Afbeelding van keizer Justinianus I op een gouden munt

### Drie hoofdstukken
Het is mogelijk dat Vigilius aanvankelijk geprobeerd heeft de breuk met de monofysieten te overbruggen, maar in 540 nam hij duidelijk stelling tegen deze stroming in de kerk en tegen de afgezette patriarch Anthimus. In 543 ontstond er door de veroordeling van Origenes door keizer Justinianus opnieuw een moeilijke situatie voor de paus. Om een wig te drijven tussen monofysieten en nestorianen besloot men in Constantinopel tot een veroordeling van de zogeheten Drie Hoofdstukken. In het westen stuitte dat op veel verzet, aanvankelijk ook van de kant van Pelagius (die de opvolger van Vigilius zou worden). Vigilius aarzelde aanvankelijk ook om de veroordeling te ondersteunen, maar werd door de keizer naar Constantinopel gecommandeerd. Dit gebeurde terwijl de stad Rome juist door Totila, de koning van de Ostrogoten werd belegerd. Toch besloot de paus gevolg te geven aan het keizerlijk bevel. Bij het aan boord gaan van zijn schip op de Tiber werd hij door het volk als een verrader beschimpt en met stenen bekogeld.

### Verblijf in Constantinopel
In Constantinopel probeerde hij de keizer te bewegen tot hulp aan zijn zwaar geplaagde volk maar deze had daar hoegenaamd geen oren naar. De keizer eiste een veroordeling van de Drie Hoofdstukken. Aanvankelijk veroordeelde hij ook deze in 548, maar na de dood van keizerin Theodora kwamen verschillende bisschoppen in opstand tegen Vigiulius en werd hij geëxcommuniceerd. Vigilius besefte dat hij te ver was gegaan en trok zijn veroordeling weer in.

Paus Vigilius

Bij een algemeen concilie dat Vigilius in 551 had bijeengeroepen werd het edict dat was geschreven door Theodorus Ascidas van Caesarea, religieus adviseur van Justinianus I, behandeld en werd er opgeroepen om dit edict in te trekken. Daarop zocht de paus zijn toevlucht tot een kerk, maar werd aldaar opgepakt door de Byzantijnse soldaten. Een verzamelde menigte kon voorkomen dat dit gebeurde. De volgende dag bood de keizer bij monde van Belisarius zijn excuses aan en werd Vigilius duidelijk gemaakt dat hij kon terugkeren naar het paleis waar hij verbleef. Deze bleek echter dusdanig beveiligd te zijn dat het een feitelijk huisarrest voor de paus was. Op 23 december 551 wist hij via een paleisraam te ontsnappen en nam hij zijn toevlucht tot de kerk van de heilige Euphemia in Chalcedon.
Aldaar schreef hij zijn Enclycica waarin hij de aantijgingen van de keizer weerlegde en zijn eigen visie op de twist deelde. In juni 552 bood keizer Justinianus zijn excuses aan en kon Vigilius terugkeren naar Constantinopel. De keizer riep vervolgens een oecumenisch concilie bijeen dat Vigilius zou voorzitten. De onderhandelingen tijdens het Tweede Concilie van Constantinopel namen een week in beslag. Tijdens het concilie publiceerde hij het stuk Constitum wat een compromis bevatte van de gevoerde discussie. Keizer Justinianus liet zich niet kennen en veroordeelde hij paus Vigilius. Een besluit dat overgenomen zou worden door het concilie en werd hij verbannen naar een eilandje in de Zee van Marmara. In 554 bracht hij een tweede Constitum uit waarin hij de Drie Hoofdstukken alsnog veroordeelde, omdat iedereen dat deed.

### Dood
In 555 trachtte de paus naar huis terug te keren, maar hij kwam niet verder dan Syracuse op Sicilië, waar hij stierf. De pauselijke troon bleef daarna bijna een jaar onbezet. Vigilius werd uiteindelijk door Pelagius opgevolgd. Deze had zich fel tegen de veroordeling van de Drie Hoofdstukken verzet, maar op dat punt een volledige ommezwaai gemaakt. Boze tongen beweerden dat dat alleen maar was om zelf paus te kunnen worden en zelfs dat Vigilius door hem op de terugweg vermoord was.